# استیو پاردی
استیو پاردی (انگلیسی: Steve Purdy؛ زادهٔ ۵ فوریهٔ ۱۹۸۵) یک بازیکن فوتبال اهل ایالات متحده آمریکا است.
وی همچنین در تیم ملی فوتبال السالوادور بازی کرده است.